# Lygodactylus blanci
Espèce
Statut de conservation UICN

 VU D2 : Vulnérable
Lygodactylus blanci est une espèce de geckos de la famille des Gekkonidae.

## Répartition
Cette espèce est endémique du centre de Madagascar.

## Étymologie
Cette espèce est nommée en l'honneur de Charles Pierre Blanc.

## Publication originale
- Pasteur, 1967 : Note préliminaire sur les geckos du genre Lygodactylus rapportés par Charles Blanc du Mont Ibity (Madagascar). Bulletin du Muséum National d'Histoire Naturelle, Paris, vol. 39, p. 439-443.